# Tövtömör Khan
Pour les articles homonymes, voir Khan (homonymie).
Yuan Wenzong (chinois : 元文宗 ; pinyin : yuán wénzōng), également appelé Togh Témour, en mongol Tövtömör Khaan (mongol : ᠲᠥᠪᠲᠡᠮᠦᠷ
ᠬᠠᠭᠠᠨ, VPMC : töbtemür qaγan, cyrillique : Төвтөмөр хаан, littéralement, khagan Tövtömör) ou Zayaat Khaan (mongol : ᠵᠠᠶᠠᠭᠠᠲᠤ
ᠬᠠᠭᠠᠨ, VPMC : Jayaγatu qaγan, cyrillique : Заяат хаан, MNS : Zayaat Khaan), né le 16 février 1304 à Cambaluc et mort le 2 septembre 1332, est le 8e empereur de la Dynastie Yuan du 8 septembre 1329 au 2 septembre 1332, dynastie mongole ayant régné sur la Chine.

## Biographie
Togh Témour invite le 3e karmapa Rangjung Dorje en 1331, mais meurt un mois avant l'arrivée le 6 novembre 1332 du karmapa.

## Famille
De son union avec Budashiri, on lui connait trois fils :
- Aratnadara (v.1324 - 22/2/1331)
- Gunadara, renommé El Tegüs (c. 1329 – c. 1340)
- Baoning, renommé Taipingna (décédé jeune)